# W-CDMA
W-CDMA, Wideband Code Division Multiple Access, är en teknik som huvudsakligen har utvecklats av Ericsson sedan 1998 för tredje generationens mobilsystem och som blivit anammat över hela världen. I januari 2002 accepterades teknologin av det europeiska standardiseringsorganet ETSI som standard för tredje generationen i Europa. Ett omfattande arbete inleddes för att förena ansträngningarna i Europa med bland annat standardisering i Japan, Kina och USA. Resultatet blev att WCDMA föreslogs till Internationella Teleunionen (ITU) som världsstandard[källa behövs] i slutet av juni 1998. 
Ett nytt frekvensband på 2 GHz är reserverat av ITU inom större delen av världen för tredje generationens mobilnät. WCDMA är en 5 MHz bredbandig radioteknologi för kommunikation mellan användare och radiobasstationer i mobilnätet. WCDMA medger överföring av mycket stora datamängder på ett kostnadseffektivt sätt. På så sätt blir det möjligt att utveckla morgondagens mobilkommunikation, där mobil multimedia och access till Internet med alla dess tjänster intar en särställning. WCDMA är en skalbar och snabb bredbandsteknik för radio. Med tekniken High Speed Downlink Packet Access HSDPA kan man nå överföringshastigheter på upp till 28 Mbit/s i nerlänken. I upplänken ökas överföringshastigheten med hjälp av HSUPA där hastigheter på upp till 3 Mbit/s[källa behövs] kan nås.